# 牧場物語 歡迎來到風之市集
《牧場物語 歡迎來到風之市集》是任天堂NDS的遊戲之一。是牧場物語系列遊戲的一員。於2008年12月18日發售。

## 故事概要
這個故事以「和風鎮」作為故事舞台。由於在和風鎮的牧場主去世。和風鎮的集市大不如前。主角來到和風鎮為重振集市出一分力吧！

## 新要素
- 在颱風日、暴風雪日也能出外。
- 所有人物也有CV配音。
- 運用風車能夠制造物品。
- 本作時間由每10分鐘計算，改為一秒一分鐘的設定。
- 即使在節日也能送禮給鎮民。

## 人物介紹
主角
男主角 聲優 - 五十嵐裕美
來到和風鎮的少年/少女，為了重鎮鎮上的集市，努力地管理牧場。
女主角 聲優 - 寺崎裕香
男主角的孩子們 聲優 -中山惠里奈（男孩子）、日高里菜（女孩子）、陳里美（小寶寶）

### 新娘候補
謝璐芙 聲優 - 片岡梓
鎮長非尼克斯的女兒。母親早逝卻很堅強的女孩。
因為鎮長不擅長於家事，所以家裡的家事都由她所包辦。
在集市開果樹種子屋。
安琪 聲優 - 戶松遙
平常很少說話，個性我行我素，並常常單獨一個人行動。
喜歡製作衣服和首飾。
雖然喜歡父母，但常因父母分居而煩惱。
芙蕾婭 聲優 - 高垣彩陽
平常白天到都市去工作，工作回來和周休假期都會到梅里娜咖啡廳放鬆。
什麼事都做得好，也拿過很多證照，但卻意外的不會做菜。
個性值得讓人依賴，卻有內心容易受傷的女性面。
秋牡丹 聲優 - 中山惠里奈
非常喜歡和風鎮，是住在薩尼華特飯店工作的女傭。
雖然很努力，卻常常失敗。
雖然和飯店爺爺奶奶沒有血緣關係，但對他們來說是最重要的孫女。
花月 聲優 - 陳里美
住在瀑布裏神祕空間的不可思議的女性。
雖然光看臉感覺上沒有什麼感情，
若覺得生氣還是會直接告訴對方。
擅長借自然的水流或氣流來占卜。

### 新郎候補
尤里斯 聲優 - 藤原祐規
在都市做家庭教師的青年。是迪魯卡的哥哥。
代替已過世的父母照顧迪魯卡，常常為迪魯卡的事情煩惱。
個性穩重。對自己很嚴格，卻沒發現自己對其他人也很嚴格。
迪魯卡 聲優 - 金田晶
非常坦率開朗的青年。是尤里斯的弟弟。
和哥哥同住，中午會去咖啡店打工。
雖然感謝哥哥的照顧，但覺得自己也可以獨當一面了。
因此有時候會因為哥哥的過度照顧而吵架。
非常喜歡貓咪。
勞埃德 聲優 - 岡部涼音
在世界上收集礦石的旅行商人。在市集上開礦石店。
以旅行的經歷和鎮長交換借住在鎮長別墅，
除了鎮長一家外，和鎮民平常沒有大多的接觸。
阿吉 聲優 - 寺崎裕香
是個熱愛藝術心地善良的青年。
非常喜歡微風鎮的自然風景，因此常常隨身帶著畫具。
在家裡正在雕刻鎮長的雕像，
希望有一天能夠在微風鎮上展出。
斯密特 聲優 - 松尾大亮
本名是斯密特・阿道夫・拉德・馮・施萬里德，是某國的王子，微服出巡而來。
喜歡微風鎮，有時候會懷念故鄉的妹妹。

### 村民
非尼克斯 聲優 - 鈴木考太
和風鎮的鎮長，人品很受人信賴，也很受孩子們的歡迎。
埃利希 聲優 - 松尾大亮
安琪的父親，同時也是妻子的經理。
斯圖爾特 聲優 - 岡部涼音
經營飯店「薩尼華特」的老爺爺，與妻子莎妮亞一起經營。
莎妮亞 聲優 - 高垣彩陽
經營飯店的老奶奶，總是在一旁陪著斯圖爾特，是他的好夥伴。
梅里妮 聲優 - 豐崎愛生
經營咖啡廳「梅里娜」的老奶奶，與孫女米娜一起快樂經營咖啡廳。
米娜 聲優 - 片岡梓
梅里妮的孫女，經營咖啡廳。
威爾伯 聲優 - 下崎紘史
木匠，特徵是豪放的笑容的凱文的父親。
克萊爾 聲優 - 金田晶
凱文的母親，平常很溫柔，一旦把她弄氣了，她就會開始永無止境的恐怖說教。
凱文 聲優 - 五十嵐裕美
威爾伯和克萊爾的兒子，時常精神飽滿。
埃薩克 聲優 - 蓮岳大
詩諒和拉拉米的父親，很擅長做細部的工藝和修理，管理風車。
奈莉奈 聲優 - 豐崎愛生
詩諒和拉拉米的母親，有著寬宏大量的個性，結婚前是大小姐。
詩諒 聲優 - 戶松遙
埃薩克和奈莉奈的女兒，拉拉米的雙胞胎姊姊。
拉拉米 聲優 - 國分由佳
埃薩克和奈莉奈的女兒，詩諒的雙胞胎妹妹。
穆喬 聲優 - 下崎紘史
SHOP的店員3兄弟的次男，時常在生意上互相競爭。

## 外部連結
以上資料來源除了來自以下網址外還有遊戲中的資料。
- 各項詳細攻略(中) （页面存档备份，存于）
- 日語攻略網
- 牧場物語 歡迎來到風之集市 官網 （页面存档备份，存于）
- 牧場物語官網 （页面存档备份，存于）